# Melanesien

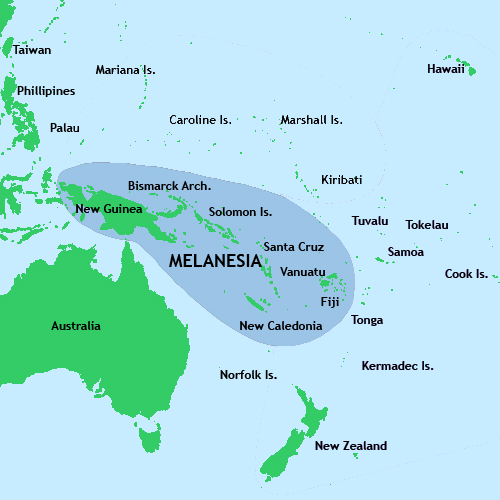
Kulturell karta över Melanesien.

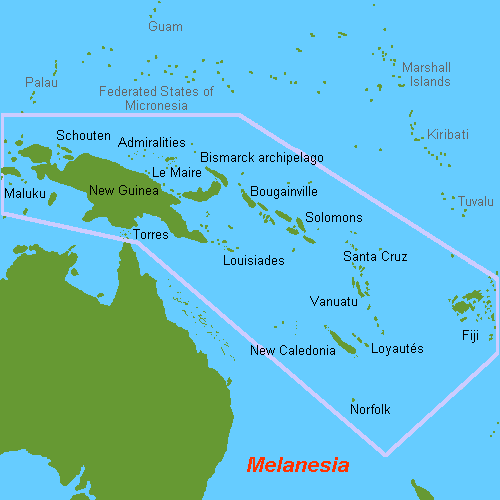
Geografisk karta över Melanesien.

Melanesien är en etnografisk region i västra Stilla havet, cirka 940 000 km² stor och med cirka 6,5 milj invånare (1991). Området består av Nya Guinea och ett antal mindre ögrupper nordost om Australien mellan Nya Guinea och Fiji och befolkas huvudsakligen av melanesier, alltså människor som inte talar polynesiska eller mikronesiska språk. 
Melanesien betyder "de svarta öarna" (grekiska melas - svart och nesos - öar, jämför även Mikronesien och Polynesien).
Namnet Melanesien användes först av den franska upptäcktsresanden Jules Dumont d'Urville 1832 för att skilja regionen från Mikronesien och Polynesien. 

## Regionen omfattar

### Territorier och områden
- Bismarckarkipelagen
- D'Entrecasteaux-öarna
- Fijiöarna
- Le Maire-öarna
- Louisiadeöarna
- Loyautéöarna
- Norfolkön
- Nya Kaledonien
- Nya Guinea
- Marshall Bennettöarna
- Moluckerna
- Raja Ampatöarna
- Salomonöarna
- Santa Cruzöarna
- Schoutenöarna
- Trobriandöarna
- Torressundöarna
- Vanuatuöarna
- Woodlarköarna

### Stater
- Fiji
- Papua Nya Guinea
- Salomonöarna
- Vanuatu

## Befolkning
Melanesien betyder på grekiska "de svarta öarna" varvid det underförstås att det är ursprungsbefolkningen som är svarta. Benämningen användes först av franska upptäcktsresanden Jules Dumont d’Urville för att markera en grupp av öar etniskt och geografiskt skilda från Polynesien och Mikronesien.
Förutom de egentliga melanesierna finns det också i denna övärld papuaner och pygmeliknande folk.
De egentliga melanesierna talar språk som tillhör austronesiska språkfamiljen, medan papuanerna talar en mångfald papuanska språk med oklart släktskap. Förutom jakt och fiske inom näringslivet spelar sjöfart och handel stor roll.
De traditionella bostäderna är rektangulära hus som är byggda av takås. Numera har melanesiernas livsstil förändrats på grund av inflytande från västerländsk kultur.